# Cormoran de Temminck
Phalacrocorax capillatus
Espèce
Statut de conservation UICN

 LC  : Préoccupation mineure
Le Cormoran de Temminck (Phalacrocorax capillatus) est une espèce d'oiseaux de la famille des Phalacrocoracidae.
Il a un corps noir avec une gorge et les joues blanches et un bec partiellement jaune.
Il niche sur le pourtour de la mer Jaune et les côtes ouest de la mer du Japon. Son aire d'hivernage s'étend à Sakhaline, au sud des Kouriles et à Taïwan.
C'est l'une des espèces de cormoran qui a été domestiquée par les pêcheurs dans une pêche au cormoran traditionnelle connue au Japon comme ukai (鵜飼い). On l'appelle umiu (ウミウ, « cormoran de mer ») en japonais. Les pêcheurs traditionnels de la rivière Nagara travaillent avec cette espèce particulière de cormoran.